# Swertia delavayi
Swertia delavayi är en gentianaväxtart som beskrevs av Adrien René Franchet. Swertia delavayi ingår i släktet Swertia och familjen gentianaväxter. Inga underarter finns listade i Catalogue of Life.